# Cerkiew Opieki Matki Bożej w Matczu
Cerkiew Opieki Matki Bożej – prawosławna cerkiew w Matczu, wzniesiona w 1911, po wysiedleniach ludności ukraińskiej z Lubelszczyzny porzucona i w 1956 rozebrana.

## Historia
Pierwsza prawosławna cerkiew w Matczu powstała w 1476; wieś była wówczas zamieszkiwana niemal wyłącznie przez ruską ludność tego wyznania. Po zawarciu unii brzeskiej placówka duszpasterska w Matczu przyjęła jej postanowienia razem z całą eparchią chełmską. W 1700 na miejscu starszej świątyni w Matczu wzniesiono nową unicką cerkiew w stylu przypominającym architekturę kościołów rzymskokatolickich. Budowla ta w 1875, wskutek likwidacji unickiej diecezji chełmskiej, stała się siedzibą parafii prawosławnej, do której siłą przyłączono wyznawców katolicyzmu w obrządku bizantyńskim. Cerkiew ta znajdowała się w miejscowości do II wojny światowej i przestała istnieć w 1940 lub 1943, relacje o tym, co się z nią stało, są rozbieżne; od 1924 budowla należała do rzymskokatolickiej parafii w Horodle i była jej kościołem filialnym.
Drugą cerkiew prawosławną w Matczu wzniesiono w 1911 z inicjatywy Świątobliwego Synodu Rządzącego i według projektu Aleksandra Puringa, w stylu bizantyjsko-rosyjskim. Była to budowla dwuwieżowa, z cebulastymi kopułami i ikonostasem wykonanym w Kijowie. Świątynia była czynna tylko przez cztery lata, następnie bowiem ludność prawosławia ze wsi udała się na bieżeństwo. Nabożeństwa w obiekcie wznowiono w 1919. Cerkiew stała się siedzibą etatowej parafii prawosławnej liczącej w 1924 r. 2095 wiernych, zaś w 1939 – 2720 osób. Przeniesiono do niej wyposażenie z pounickiej cerkwi w Matczu, bez powodzenia natomiast prawosławni ubiegali się o przejęcie na rzecz parafii w Matczu także wyposażenia zrewindykowanej na rzecz katolików świątyni w Horodle.
Cerkiew w Matczu była siedzibą prawosławnej parafii do wysiedleń ludności ukraińskiej z Lubelszczyzny, w 1947. Na krótko przejął ją Polski Narodowy Kościół Katolicki, po czym w 1956 budowla została rozebrana. Na jej miejscu w 1983 wzniesiony został nowy rzymskokatolicki kościół św. Józefa Robotnika, należący do parafii w Horodle.